# Gorzycko (jezioro)
Gorzycko – niewielkie, zanikające jezioro na Pojezierzu Poznańskim, w województwie lubuskim, w powiecie międzyrzeckim, w gminie Pszczew.

## Charakterystyka
Jezioro położone wśród terenów uprawnych, zlokalizowane jest kilkaset metrów na zachód od wsi Nowe Gorzycko. Jest to jezioro pochodzenia polodowcowego, o silnie posuniętym procesie eutrofizacji, lustro wody w przeważającej części pokryte jest roślinnością wodną, głównie trzcinę pospolitą.